# Kremná
Kremná (bis 1948 slowakisch „Krempach“ – bis 1927 „Krempach pri Ľubovni“; deutsch Krembach, ungarisch Lublókorompa – bis 1907 Lublókrempach) ist eine Gemeinde im Nordosten der Slowakei mit 98 Einwohnern (Stand 31. Dezember 2024), die zum Okres Stará Ľubovňa, einem Teil des Prešovský kraj, gehört und zur traditionellen Landschaft Zips gezählt wird.

## Geographie

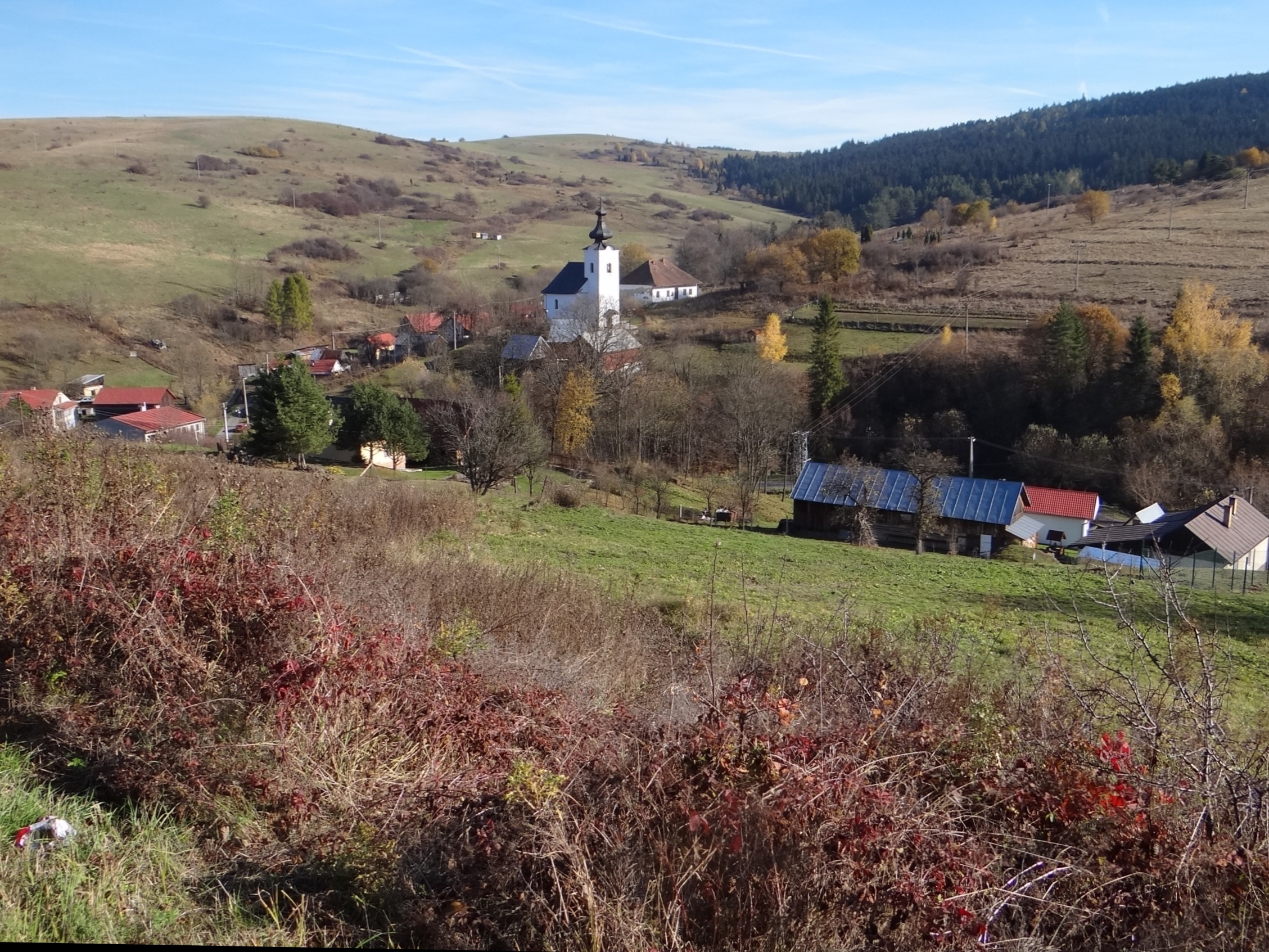
Kremná und umliegende Landschaft

Die Gemeinde befindet sich inmitten des Berglands Ľubovnianska vrchovina am Oberlauf des Baches Hraničná im Einzugsgebiet des Poprad, nahe der Grenze zu Polen. Südwestlich des Ortes steigt man auf den 766 m n.m. hohen Sattel Vabec hinauf. Das Ortszentrum liegt auf einer Höhe von 601 m n.m. und ist neun Kilometer von Stará Ľubovňa entfernt.
Nachbargemeinden sind Hraničné im Norden, Sulín im Osten, Stará Ľubovňa im Süden und Jarabina im Westen.

## Geschichte

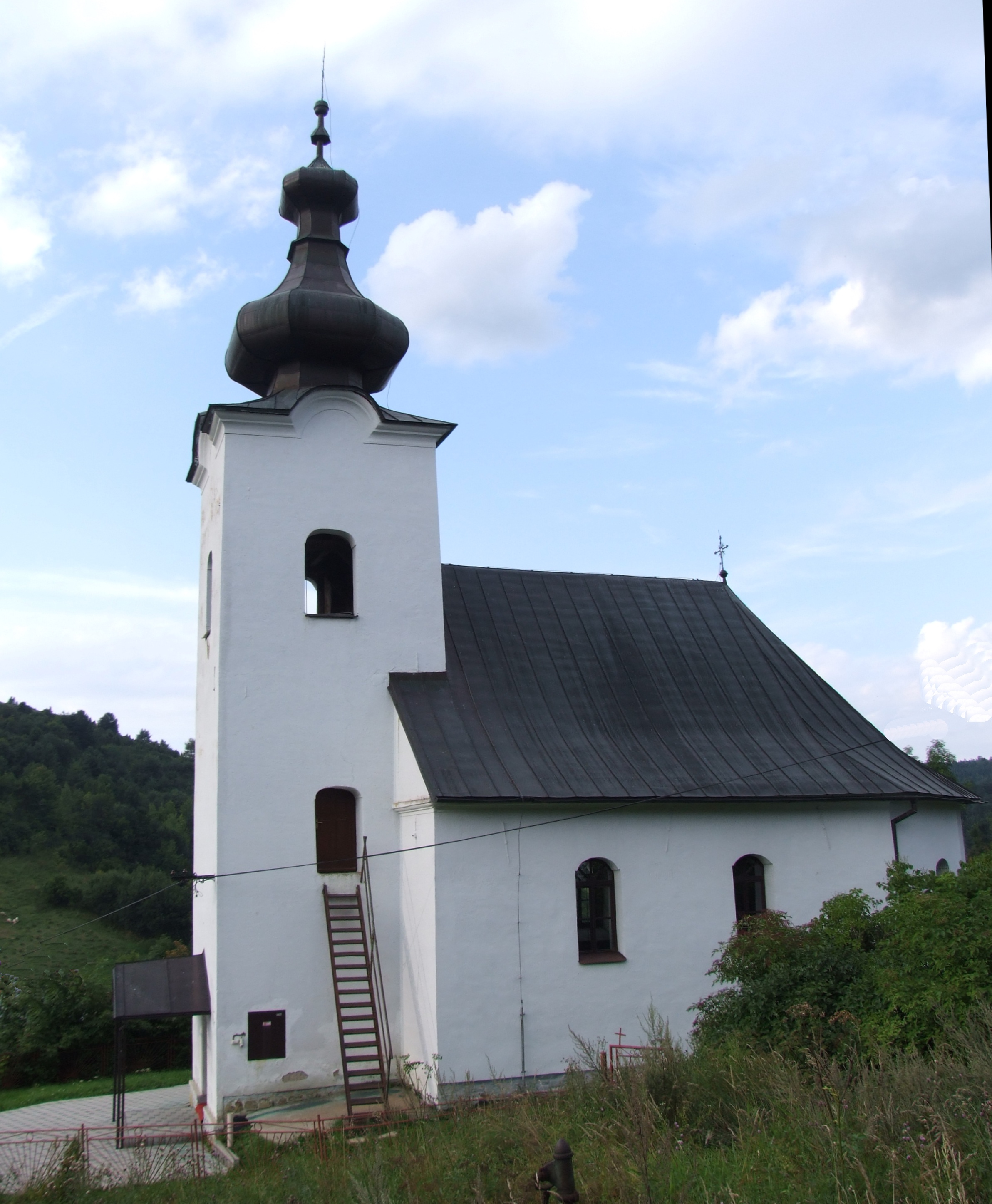
Nahaufnahme der griechisch-katholischen Kirche

Kremná entstand im 16. Jahrhundert rund um die seit dem 14. Jahrhundert bestehende Gaststätte, die zugleich eine Mautstelle auf dem Weg zwischen Ungarn und Polen beherbergte. Die Gaststätte war damals Teil des Herrschaftsgebiets der Lublauer Burg, die von 1412 bis 1772 vom Königreich Ungarn an das Königreich Polen verpfändet wurde. 1551 erhielt der Besitzer der Gaststätte ein Privileg von Sigismund II. August zur Mauterhebung und Straßeninstandhaltung und zugleich eine Steuerbefreiung. 1828 zählte man 63 Häuser und 456 Einwohner. Im 19. Jahrhundert arbeitete im Ort ein kleines Eisenwerk.
Bis 1918 gehörte der im Komitat Zips liegende Ort zum Königreich Ungarn und kam danach zur Tschechoslowakei beziehungsweise heute Slowakei. In der ersten tschechoslowakischen Republik waren viele Einwohner als Drahtbinder beschäftigt und arbeiteten in der örtlichen Säge, bis diese während der Weltwirtschaftskrise ihren Betrieb einstellen musste.

## Bevölkerung
| Jahr                | 1994 | 2004     | 2014     | 2024    |
| ------------------- | ---- | -------- | -------- | ------- |
| Anzahl der Personen | 137  | 110      | 95       | 98      |
| Unterschied         |      | −19,70 % | −13,63 % | +3,15 % |

| Jahr                | 2023 | 2024    |
| ------------------- | ---- | ------- |
| Anzahl der Personen | 101  | 98      |
| Unterschied         |      | −2,97 % |

Gemäß der Volkszählung 2011 wohnten in Kremná 105 Einwohner, davon 104 Slowaken. Ein Einwohner machte keine Angabe zur Ethnie.
87 Einwohner bekannten sich zur griechisch-katholischen Kirche und 14 Einwohner zur römisch-katholischen Kirche. Bei vier Einwohnern wurde die Konfession nicht ermittelt.

## Bauwerke
- griechisch-katholische Kirche im gemischten barock-klassizistischen Stil aus dem Jahr 1787

## Verkehr
Am Nordrand des Ortes verläuft die Straße 1. Ordnung 68 zwischen der polnischen Grenze bei Mníšek nad Popradom und Prešov. Der nächste Bahnhof ist Stará Ľubovňa an der Bahnstrecke Poprad–Plaveč in acht Kilometer Entfernung.